# Arctosa dissonans
Arctosa dissonans är en spindelart som först beskrevs av O. Pickard-Cambridge 1872.  Arctosa dissonans ingår i släktet Arctosa och familjen vargspindlar.
Artens utbredningsområde är Syrien. Inga underarter finns listade i Catalogue of Life.